# Salmo 41

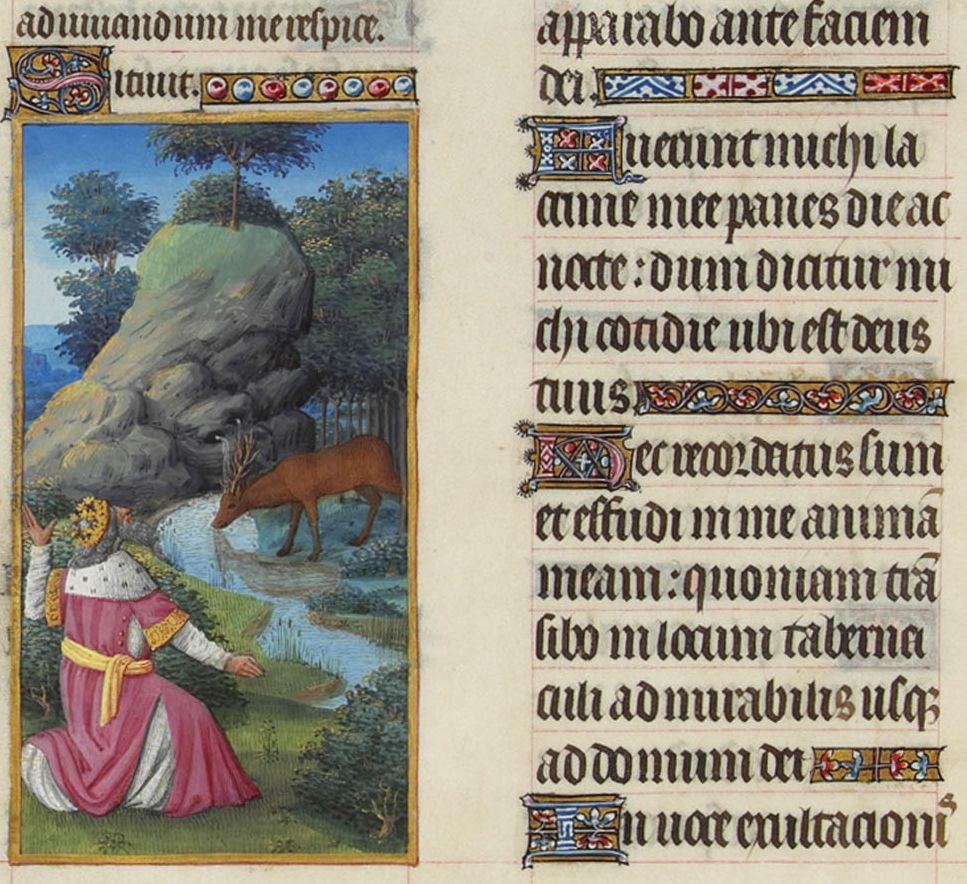
Manuscrito francés de Salmo 41.

El salmo 41  es, según la numeración hebrea, el cuadragesimoprimer salmo del Libro de los salmos de la Biblia. Corresponde al salmo 40 según la numeración de la Biblia Septuaginta griega, empleada también en la Vulgata latina. Por este motivo, recogiendo la doble numeración, a este salmo también se le refiere como el salmo 41 (40).
El último versículo representa una conclusión litúrgica del primer segmento del Libro de los Salmos. Alexander Kirkpatrick también sugiere que este salmo «cierra el primer libro del Salterio... con una esperanza, destinada a ser iluminada con una nueva luz por la revelación del Evangelio».

## Texto
La siguiente tabla muestra el texto en hebreo del salmo con vocales, junto con el texto en griego koiné de la Septuaginta  y la traducción al español de la Versión del Rey Jacobo. Tenga en cuenta que el significado puede diferir ligeramente entre estas versiones, ya que la Septuaginta y el texto masorético provienen de tradiciones textuales diferentes.  En la Septuaginta, este salmo se numera como Salmo 40.
| #      | Hebreo                                                         | Español | Griego |
| ------ | -------------------------------------------------------------- | --- | --- |
| [ 11 ] | לַמְנַצֵּ֗חַ מִזְמ֥וֹר לְדָוִֽד׃                                              | (Al músico principal, salmo de David).                                                                                           | Εἰς τὸ τέλος· ψαλμὸς τῷ Δαυΐδ. -                                                                                          |
| 1      | אַ֭שְׁרֵי מַשְׂכִּ֣יל אֶל־דָּ֑ל בְּי֥וֹם רָ֝עָ֗ה יְֽמַלְּטֵ֥הוּ יְהֹוָֽה׃                         | Bienaventurado el que se preocupa por los pobres: el SEÑOR lo librará en el día de la angustia.                                  | ΜΑΚΑΡΙΟΣ ὁ συνιῶν ἐπὶ πτωχὸν καὶ πένητα· ἐν ἡμέρᾳ πονηρᾷ ῥύσεται αὐτὸν ὁ Κύριος.                                          |
| 2      | יְהֹוָ֤ה ׀ יִשְׁמְרֵ֣הוּ וִ֭יחַיֵּהוּ (יאשר) [וְאֻשַּׁ֣ר] בָּאָ֑רֶץ וְאַֽל־תִּ֝תְּנֵ֗הוּ בְּנֶ ֣פֶשׁ אֹיְבָֽיו׃ | El SEÑOR lo preservará y lo mantendrá con vida; y será bendecido en la tierra; y no lo entregarás a la voluntad de sus enemigos. | Κύριος διαφυλάξαι αὐτὸν καὶ ζήσαι αὐτὸν καὶ μακαρίσαι αὐτὸν ἐν τῇ γῇ καὶ μὴ παραδῷ αὐτὸν εἰς χεῖρας ἐχθρῶν αὐτοῦ.         |
| 3      | יְֽהֹוָ֗ה יִ֭סְעָדֶנּוּ עַל־עֶ֣רֶשׂ דְּוָ֑י כׇּל־מִ֝שְׁכָּב֗וֹ הָפַ֥כְתָּ בְחׇלְיֽוֹ׃                    | El SEÑOR lo fortalecerá en su lecho de dolor; tú le prepararás su lecho en su enfermedad.                                        | Κύριος βοηθήσαι αὐτῷ ἐπὶ κλίνης ὀδύνης αὐτοῦ· ὅλην τὴν κοίτην αὐτοῦ ἔστρεψας ἐν τῇ ἀῤῥωστίᾳ αὐτοῦ.                        |
| 4      | אֲֽנִי־אָ֭מַרְתִּי יְהֹוָ֣ה חׇנֵּ֑נִי רְפָאָ֥ה נַ֝פְשִׁ֗י כִּֽי־חָטָ֥אתִי לָֽךְ׃                     | Dije: SEÑOR, ten misericordia de mí; sana mi alma, porque he pecado contra ti.                                                   | ἐγὼ εἶπα· Κύριε, ἐλέησόν με, ἴασαι τὴν ψυχήν μου, ὅτι ἥμαρτόν σοι.                                                        |
| 5      | אוֹיְבַ֗י יֹאמְר֣וּ רַ֣ע לִ֑י מָתַ֥י יָ֝מ֗וּת וְאָבַ֥ד שְׁמֽוֹ׃                           | Mis enemigos hablan mal de mí: «¿Cuándo morirá y perecerá su nombre?».                                                           | οἱ ἐχθροί μου εἶπαν κακά μοι· πότε ἀποθανεῖται, καὶ ἀπολεῖται τὸ ὄνομα αὐτοῦ;                                             |
| 6      | וְאִם־בָּ֤א לִרְא֨וֹת ׀ שָׁ֤וְא יְדַבֵּ֗ר לִבּ֗וֹ יִקְבׇּץ־אָ֥וֶן ל֑וֹ יֵצֵ֖א לַח֣וּץ יְדַב ֵּֽר׃        | Y si viene a verme, habla vanidad; su corazón acumula iniquidad, y cuando sale, la divulga.                                      | καὶ εἰσεπορεύετο τοῦ ἰδεῖν, μάτην ἐλάλει· ἡ καρδία αὐτοῦ συνήγαγεν ἀνομίαν ἑαυτῷ, ἐξεπορεύετο ἔξω καὶ ἐλάλει ἐπὶ τὸ αὐτό. |
| 7      | יַ֗חַד עָלַ֣י יִ֭תְלַחֲשׁוּ כׇּל־שֹׂנְאָ֑י עָלַ֓י ׀ יַחְשְׁב֖וּ רָעָ֣ה לִֽי׃                     | Todos los que me odian susurran juntos contra mí; contra mí traman mi perdición.                                                 | κατ᾿ ἐμοῦ ἐψιθύριζον πάντες οἱ ἐχθροί μου, κατ᾿ ἐμοῦ ἐλογίζοντο κακά μοι·                                                 |
| 8      | דְּֽבַר־בְּ֭לִיַּעַל יָצ֣וּק בּ֑וֹ וַאֲשֶׁ֥ר שָׁ֝כַ֗ב לֹא־יוֹסִ֥יף לָקֽוּם׃                      | Una enfermedad maligna, dicen, se ha apoderado de él, y ahora que yace, no se levantará más.                                     | λόγον παράνομον κατέθεντο κατ᾿ ἐμοῦ· μὴ ὁ κοιμώμενος οὐχὶ προσθήσει τοῦ ἀναστῆναι;                                        |
| 9      | גַּם־אִ֤ישׁ שְׁלוֹמִ֨י ׀ אֲשֶׁר־בָּטַ֣חְתִּי ב֭וֹ אוֹכֵ֣ל לַחְמִ֑י הִגְדִּ֖יל עָלַ֣י עָקֵֽב׃           | Sí, mi amigo íntimo, en quien confiaba, que comía mi pan, ha levantado su talón contra mí.                                       | καὶ γὰρ ὁ ἄνθρωπος τῆς εἰρήνης μου, ἐφ᾿ ὃν ἤλπισα, ὁ ἐσθίων ἄρτους μου, ἐμεγάλυνεν ἐπ᾿ ἐμὲ πτερνισμόν.                    |
| 10     | וְאַתָּ֤ה יְהֹוָ֗ה חׇנֵּ֥נִי וַהֲקִימֵ֑נִי וַאֲשַׁלְּמָ֥ה לָהֶֽם׃                             | Pero tú, oh SEÑOR, ten misericordia de mí y levántame, para que yo les pague.                                                    | σὺ δέ, Κύριε, ἐλέησόν με καὶ ἀνάστησόν με, καὶ ἀνταποδώσω αὐτοῖς.                                                         |
| 11     | בְּזֹ֣את יָ֭דַעְתִּי כִּֽי־חָפַ֣צְתָּ בִּ֑י כִּ֤י לֹֽא־יָרִ֖יעַ אֹיְבִ֣י עָלָֽי׃                     | Por esto sé que me favoreces, porque mi enemigo no se alegra de mí.                                                              | ἐν τούτῳ ἔγνων ὅτι τεθέληκάς με, ὅτι οὐ μὴ ἐπιχαρῇ ὁ ἐχθρός μου ἐπ᾿ ἐμέ.                                                  |
| 12     | וַאֲנִ֗י בְּ֭תֻמִּי תָּמַ֣כְתָּ בִּ֑י וַתַּצִּיבֵ֖נִי לְפָנֶ֣יךָ לְעוֹלָֽם׃                         | Y en cuanto a mí, tú me sostienes en mi integridad y me pones delante de tu rostro para siempre.                                 | ἐμοῦ δὲ διὰ τὴν ἀκακίαν ἀντελάβου, καὶ ἐβεβαίωσάς με ἐνώπιόν σου εἰς τὸν αἰῶνα.                                           |
| 13     | בָּ֘ר֤וּךְ יְהֹוָ֨ה ׀ אֱלֹ֘הֵ֤י יִשְׂרָאֵ֗ל מֵֽ֭הָעוֹלָם וְעַ֥ד הָעוֹלָ֗ם אָ֘מֵ֥ן ׀ וְ אָמֵֽן׃           | Bendito sea el SEÑOR Dios de Israel desde la eternidad y hasta la eternidad. Amén, y amén.                                       | εὐλογητὸς Κύριος ὁ Θεὸς ᾿Ισραὴλ ἀπὸ τοῦ αἰῶνος καὶ εἰς τὸν αἰῶνα. γένοιτο, γένοιτο.                                       |

## Comentarios

### De la iglesia católica

#### A todo el salmo
El Salmo 41 se divide en tres partes: una máxima sapiencial (vv. 2-4), una narración-lamento (vv. 5-10) y una súplica con expresión de confianza (vv. 11-13), seguida de una doxología final (v. 14) que cierra el Libro I del Salterio. En los versículos 2-4, se afirma que el que cuida del débil será protegido, sanado y sostenido por Dios. Esta afirmación introduce el tema central: la relación entre misericordia ejercida y misericordia recibida. En los versículos 5-10, el salmista describe su enfermedad y cómo esta ha revelado la hostilidad de sus enemigos y la traición de un amigo cercano. La enfermedad es reconocida como consecuencia del pecado (v. 5), y el sufrimiento se agrava por el abandono social y la traición (v. 10).
En los versículos 11-13, el salmista pide a Dios que lo restablezca, confiando en su favor. La recuperación será signo de que Dios no lo ha rechazado, a pesar del pecado y de la oposición de los enemigos. El versículo 14 es una fórmula de alabanza que marca el cierre litúrgico del conjunto. Cristológicamente, el salmo se aplica a Jesús por la traición del amigo y su oración al Padre en medio del sufrimiento, aunque Él no tenía pecado (cf. 2 Cor 5,21).

#### A los versículos 5-10
El Salmo 41 abre con una bienaventuranza (vv. 2-4) que, al igual que el Salmo 1, introduce un principio clave: Dios favorece al que actúa con justicia. En el Salmo 1 se exaltaba al que teme al Señor; aquí, al que cuida del pobre. Esta correspondencia encierra el «Libro I del Salterio.» Los vv. 2-4 pueden ser un añadido posterior a una oración preexílica centrada en la petición de salud. El cambio de sujeto en el v. 4b —de tercera a segunda persona— y su texto hebreo oscuro apoyan esta hipótesis. Algunas versiones traducen: «Tú aliviarás su enfermedad».
El salmista está enfermo. Sus enemigos lo condenan y esperan su muerte (vv. 6.8-9). Sus amigos lo visitan, pero hablan con falsedad y difunden calumnias (v. 7). Finalmente, un amigo íntimo lo traiciona (v. 10). Este último versículo es citado por Jesús en la Última Cena (Jn 13,18), refiriéndose a la traición de Judas. Así, el salmo adquiere una dimensión mesiánica: la traición del justo forma parte del designio de Dios. La súplica final (vv. 11-13) expresa confianza en que Dios lo levantará. La doxología del v. 14 cierra litúrgicamente el Libro I.

#### A los versículos 11-13
En el Salmo 41, el «merecido» que el salmista desea no es un castigo violento ni una venganza activa, sino el restablecimiento visible por parte de Dios, que desmienta las palabras y planes de sus enemigos (v. 11). La victoria deseada es mostrar que Dios lo sostiene, lo que obligaría a sus adversarios a reconocer el favor divino. Esta forma de vindicación es más moderada que en otros salmos imprecatorios, donde el castigo queda en manos de la justicia divina. En la tradición cristiana, el salmo ha sido leído en clave cristológica. La figura del justo enfermo, traicionado por un amigo íntimo (v. 10), se aplica a Cristo. 
En el Evangelio de Juan (13,18), Jesús cita este versículo para referirse a Judas, dándole cumplimiento en el contexto de la Última Cena. Esta interpretación se refuerza por el lugar que ocupa el salmo: al final del primer libro del Salterio, que comienza con el justo ideal del Salmo 1. Así, el Salmo 41 cierra con la figura del justo sufriente, prefiguración del Mesías. La ubicación literaria subraya el paso del justo que medita la ley (Sal 1) al justo que, aun sufriendo y siendo traicionado, confía plenamente en Dios (Sal 41), completando una imagen progresiva de la fidelidad bajo prueba.

## Usos

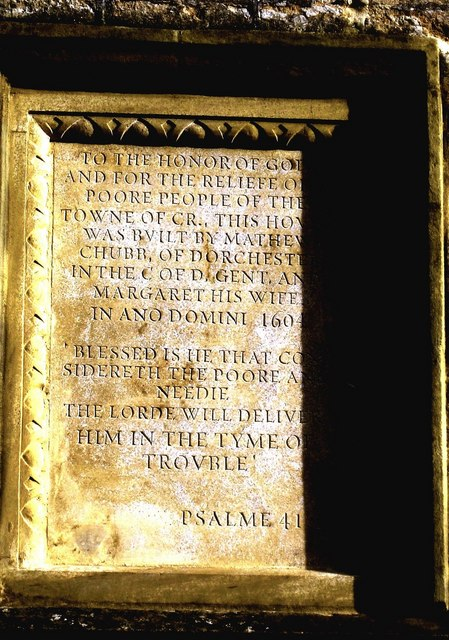
Inscripción 1604 con Salmo 41

### Judaísmo
El versículo 4 se encuentra en la repetición de la Amidá durante Rosh Hashaná.
El Salmo 41 es uno de los diez Salmos del Tikkun HaKlali del Rebe Najman de Breslev .

### Nuevo Testamento
- El versículo 9 se cita en Juan 13:18
- El versículo 13 se cita en Lucas 1:68[18]

Judas es visto como el hombre que levanta su curación contra su amigo con quien compartió el pan. Esto es conmovedor en el contexto de la última cena, ya que Jesús lavó los pies de Judas, compartió el pan con él y Judas le pagó en sentido figurado. Estas imágenes también son irónicas, ya que el Mesías aplastaría la cabeza de la serpiente bajo 'su talón' en una visión cristiana de Gen 3.

### Iglesia católica
Este salmo se realizó tradicionalmente durante la celebración de las matinas con abadías, según la distribución digital de San Benito de Nursia establecida al 530  En la Liturgia de las Horas de hoy, el Salmo 41 se canta o recita en Vísperas de un viernes de la primera semana.

## Referencias

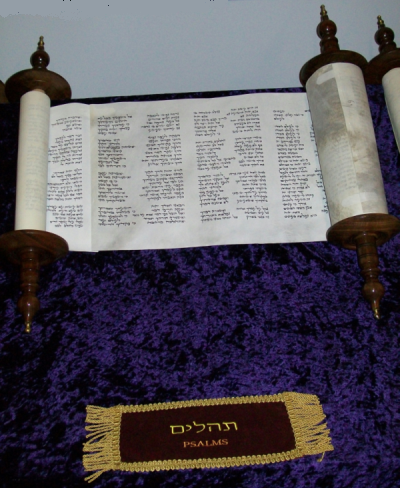
Rollo de Salmos de desplazamiento.